# Baku White City
Baku White City (с англ. — «Белый город Баку») — азербайджанский градостроительный проект, предусматривающий восстановление и развитие восточной части центра Баку, так называемого Чёрного города, а именно территории в 1650 гектар. Проект предусматривает создание 10 универсальных районов городского типа.
Проект осуществляется азербайджанскими специалистами, британской компанией «Atkins», специализирующейся в области инженерного дизайна, архитектурными фирмами «Foster and Partners» и «F+A Architects».

## История
Президент Азербайджана Ильхам Алиев утвердил «План комплексных мероприятий по улучшению экологической ситуации в Азербайджанской Республике на 2006—2010 годы». Исполнительные власти Баку утвердили план 11 июня 2007 года.
Церемония закладки фундамента Белого города состоялась 24 декабря 2011 года. В ней приняли участие президент Ильхам Алиев и его супруга Мехрибан Алиева.
24 декабря 2016 года был сдан в эксплуатацию первый квартал Baku White City — «Зелёный остров», состоящий из невысоких жилых зданий во французском стиле.

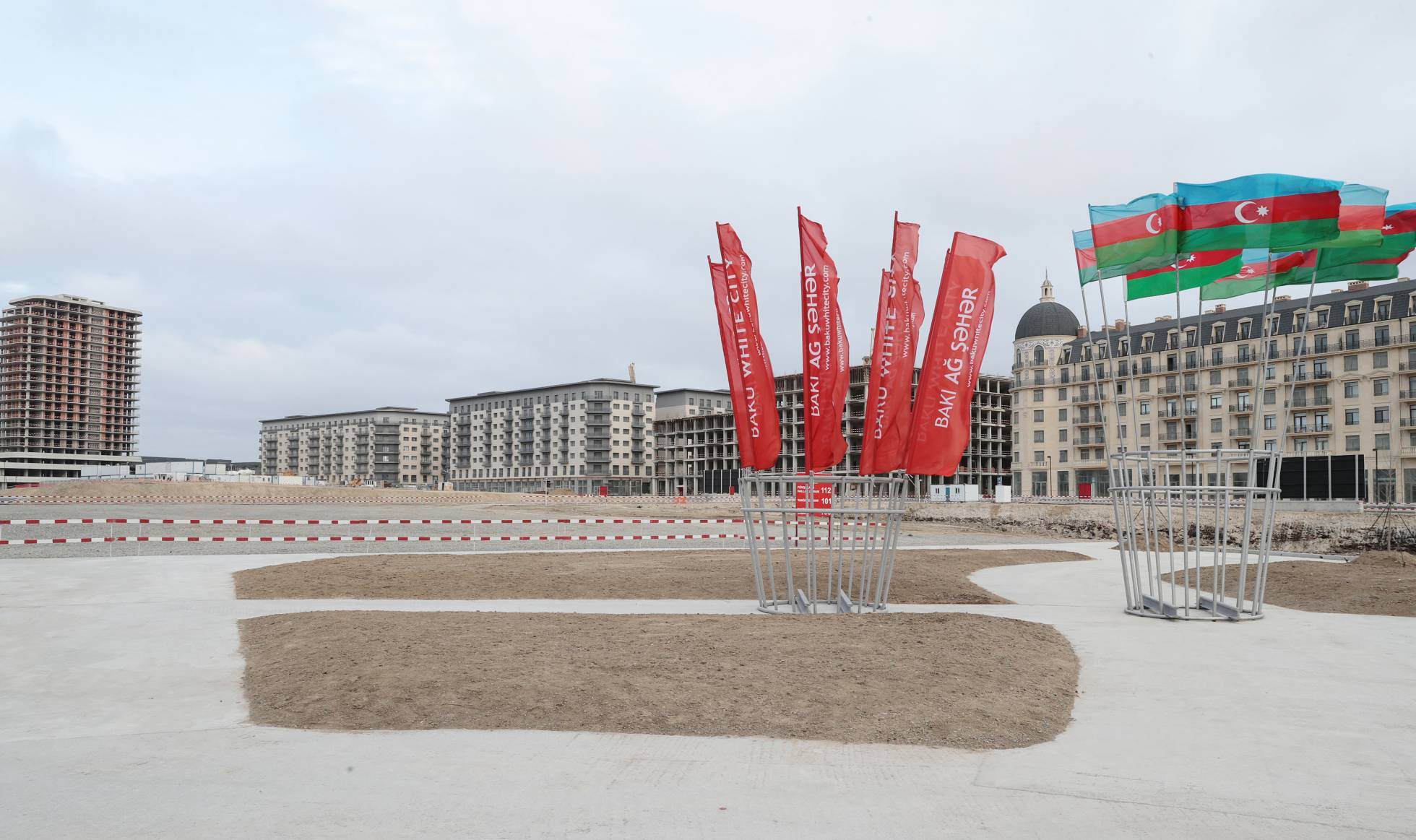
Белый город 2024

## Проект
На территории в 1650 гектар планируется строительство 10 кварталов, 120 тысяч жилых и сервисных объектов, проведение на территории в 350 гектар ландшафтных работ, создание бульварной линии протяжённостью 10 километров. Планируется строительство станций метрополитена.
Центральный парковый район состоит из 36, 20 и 8-этажных зданий. 
Планируется создание Площади карабахских скакунов. На площади будет установлен монументальный комплекс «Карабахские скакуны», состоящий из семи скакунов. Строительство комплекса начато в декабре 2022 года. Комплекс создаётся архитектором Робертом Саммерсом.
Предусмотрено строительство озеленительных полос (парков, аллей), в том числе Сада каркасных деревьев.
Проект рассчитан на проживание 280 тысяч человек.

## Ход работ
На январь 2024 года завершено строительство 91 здания.
Завершено произведение «Большое яблоко» скульптора Энрике Кабреры в стиле паблик-арт. Установлена скульптура «Дракон» высотой 4,2 метра, бронзовая скульптура «Мыслитель» Джозефа Клибанского. Высажено оливковое дерево, возраст которого превышает тысячу лет.
2 июля 2025 года заложен парк «Узбекистан».

## Галерея

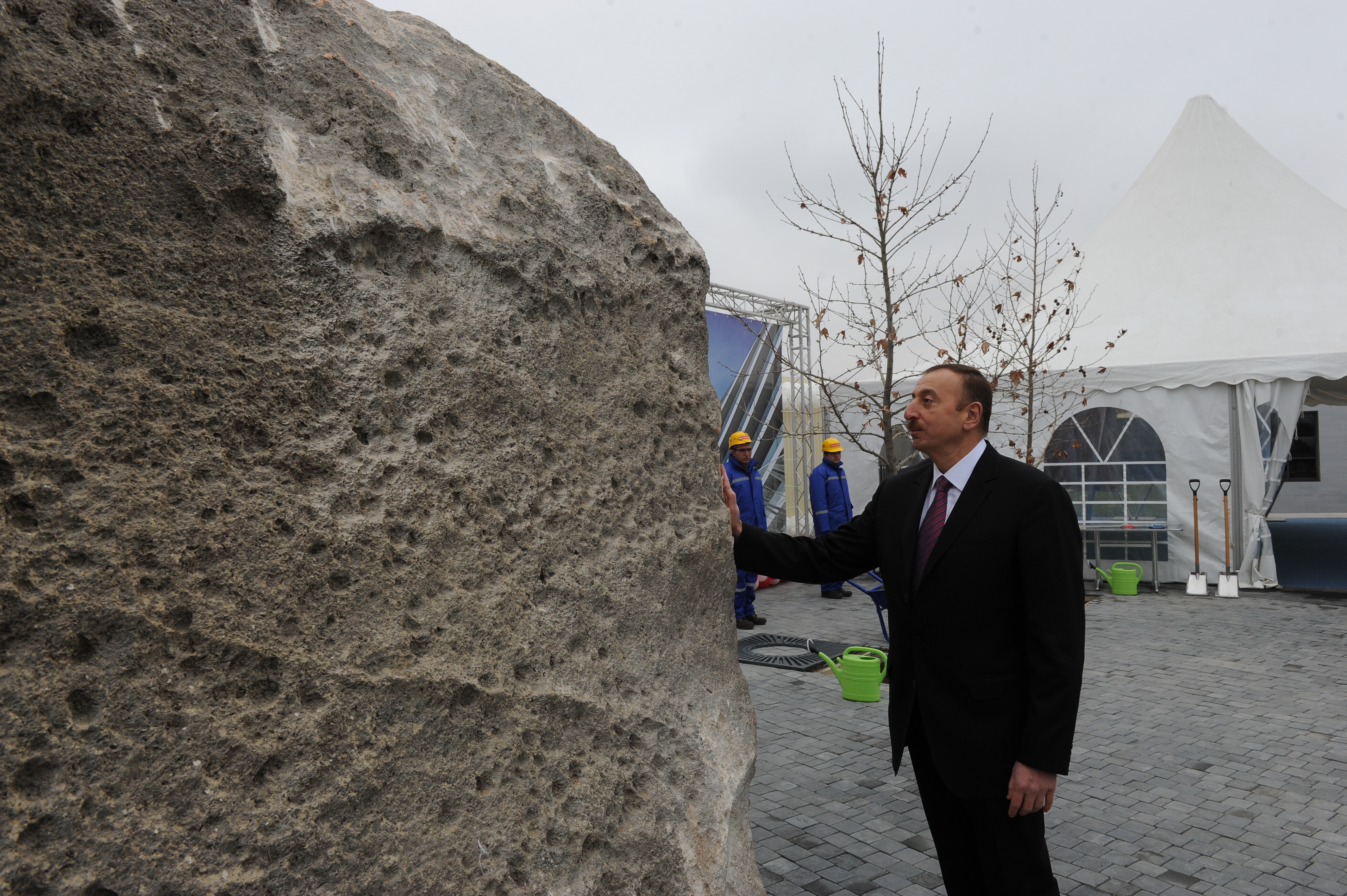
Президент Ильхам Алиев на церемонии закладки фундамента
Офисное здание Baku White City
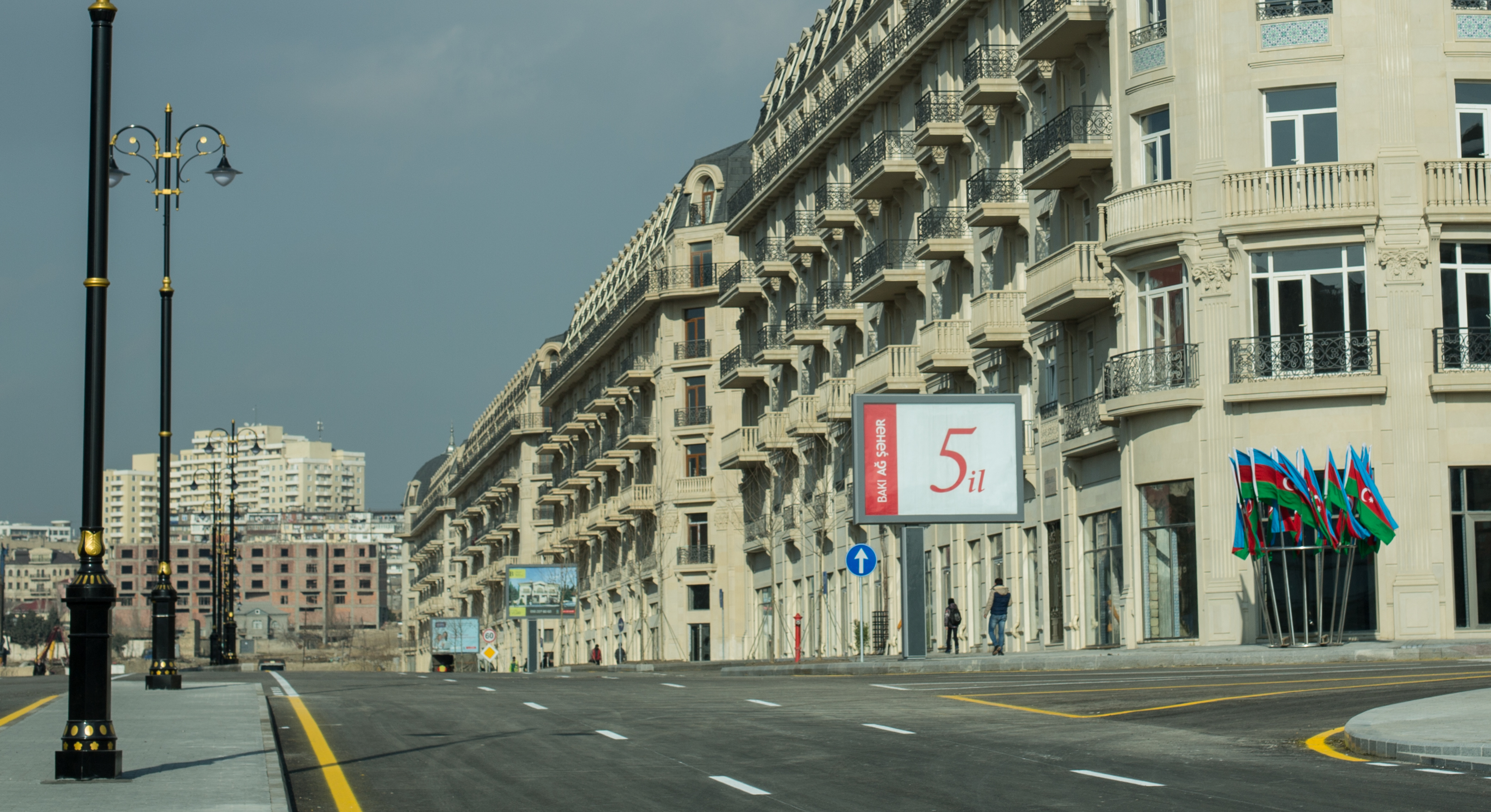
Жилые дома в квартале «Зелёный Остров»